# Sterrenwacht van Arcetri
De sterrenwacht van Arcetri (Italiaans: Osservatorio astrofisico di Arcetri) (IAU-code 030) is een sterrenkundig observatorium, dat valt onder het Italiaanse instituut voor astrofysica INAF. De sterrenwacht bevindt zich in Arcetri, in de heuvels ten zuiden van Florence.

## Geschiedenis
In 1807 richtte Girolamo Bardi, de directeur van het toenmalige koninklijk natuurkundig en natuurhistorisch museum in Florence, een onderwijsinstelling op in het museum. Domenico De Vecchi ging hier astronomie onderwijzen. Hij was al sinds 1796 beheerder van het observatorium (de zogenoemde Specola) in het museum en bestudeerde hier sterren, kometen, eclipsen en verduisteringen. Na zijn dood werd hij opgevolgd door Jean-Louis Pons, die later werd opgevolgd door Giovanni Battista Amici.
In 1865 stelde Giovanni Battista Donati (die in 1859 Amici was opgevolgd) voor om in de heuvels van Arcetri een nieuw observatorium te bouwen, waar de waarnemingen niet werden vervuild door het licht en het stof in Florence. In 1869 begonnen op een heuveltop de werkzaamheden. De instrumenten werden voorlopig opgesteld op de plek waar zich nu de toren met de zonnetelescoop bevindt. Het observatorium werd drie jaar later, op 27 oktober 1872 geopend. De omgeving van Arcetri had ook een zekere historische waarde, omdat in de naburige villa Gioiello in het verleden Galileo Galilei had geleefd en daar ook was gestorven.
Donati stierf een jaar later aan cholera, waarmee hij was besmet tijdens een wetenschappelijk congres in Wenen. Ernst Wilhelm Tempel werd toen directeur, nadat bleek dat Giovanni Schiaparelli niet beschikbaar was voor deze functie. In 1893 begon men met een restauratie omdat het gebouw vervallen was geraakt. Korte tijd later werd Antonio Abetti directeur. Hij stierf in 1921 en werd opgevolgd door zijn zoon Giorgio. In dit jaar werd de naam van het instituut veranderd in ‘osservatorio astrofisico’, omdat het wetenschappelijk onderzoek van het instituut zich vooral in de astrofysica had gespecialiseerd. Een van Abetti’s leerlingen was Attilio Colacevich, die in de jaren ’40 directeur werd van de sterrenwacht van Capodimonte in Napels, waar hij experimenteerde met de nieuwste technieken op het gebied van veranderlijke sterren.

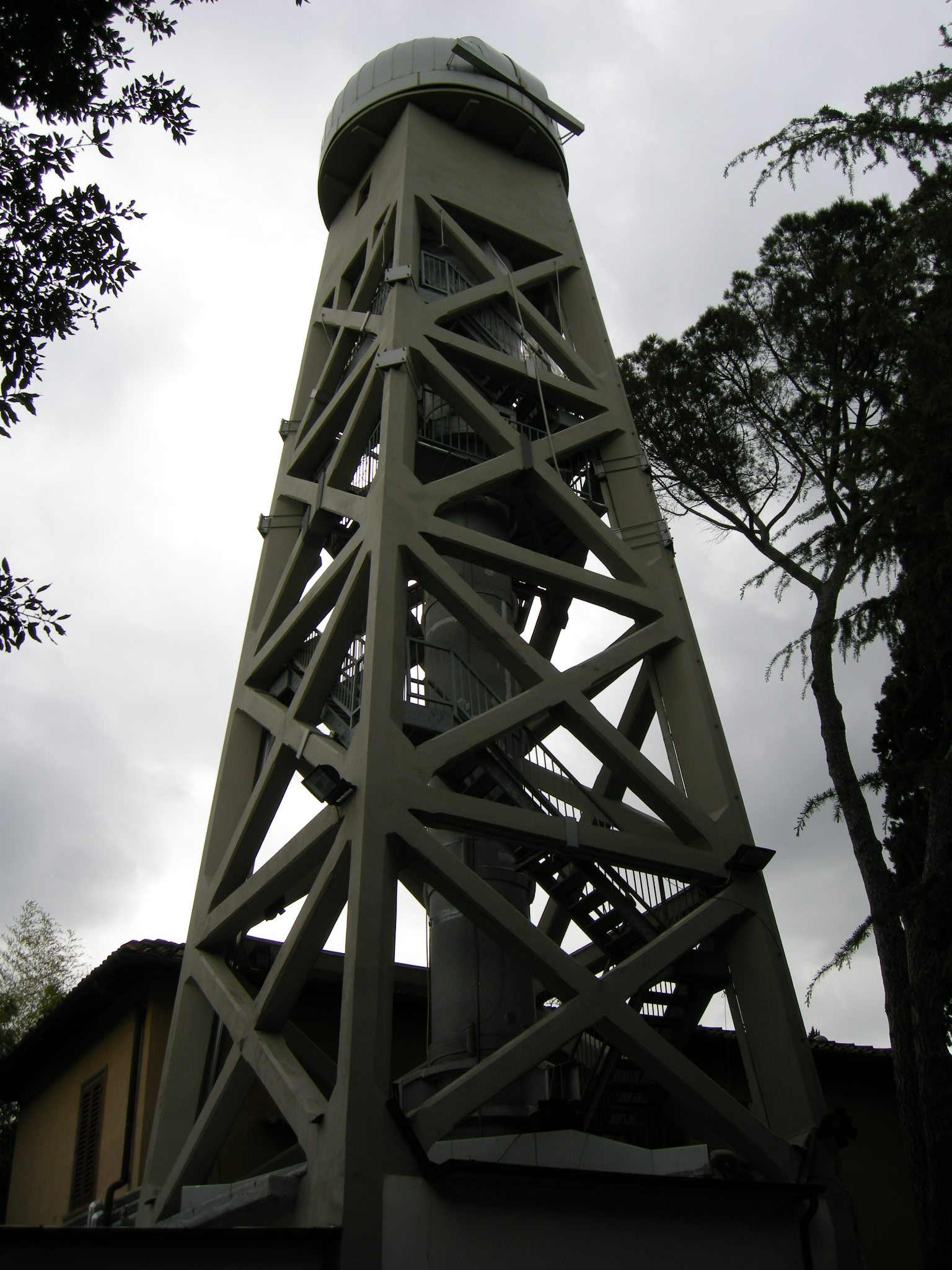
De observatietoren

In 1924 werd de observatietoren van de sterrenwacht gebouwd. De toren werd 25 meter hoog en werd voorzien van een spectrograaf en een spectroheliograaf in een. Het apparaat had een brandpuntsafstand van vier meter en een nieuw objectief van 37 centimeter. De toren werd genoemd naar Donati. In 1924 werd Abetti benoemd tot professor in de astrofysica aan de Universiteit van Florence.
Het observatorium werd in 1926 per decreet een van de staatsobservatoria en daarna ging het onderzoek zich steeds meer specialiseren op het bestuderen van de zon en op de spectroscopie van sterren.
In 1953 werd Guglielmo Righini directeur, een andere leerling van Abetti. In 1956 werd de koepel boven de telescoop geplaatst. Bij het honderdjarig jubileum in 1971 werd het observatorium vernoemd naar Giorgio Abetti.

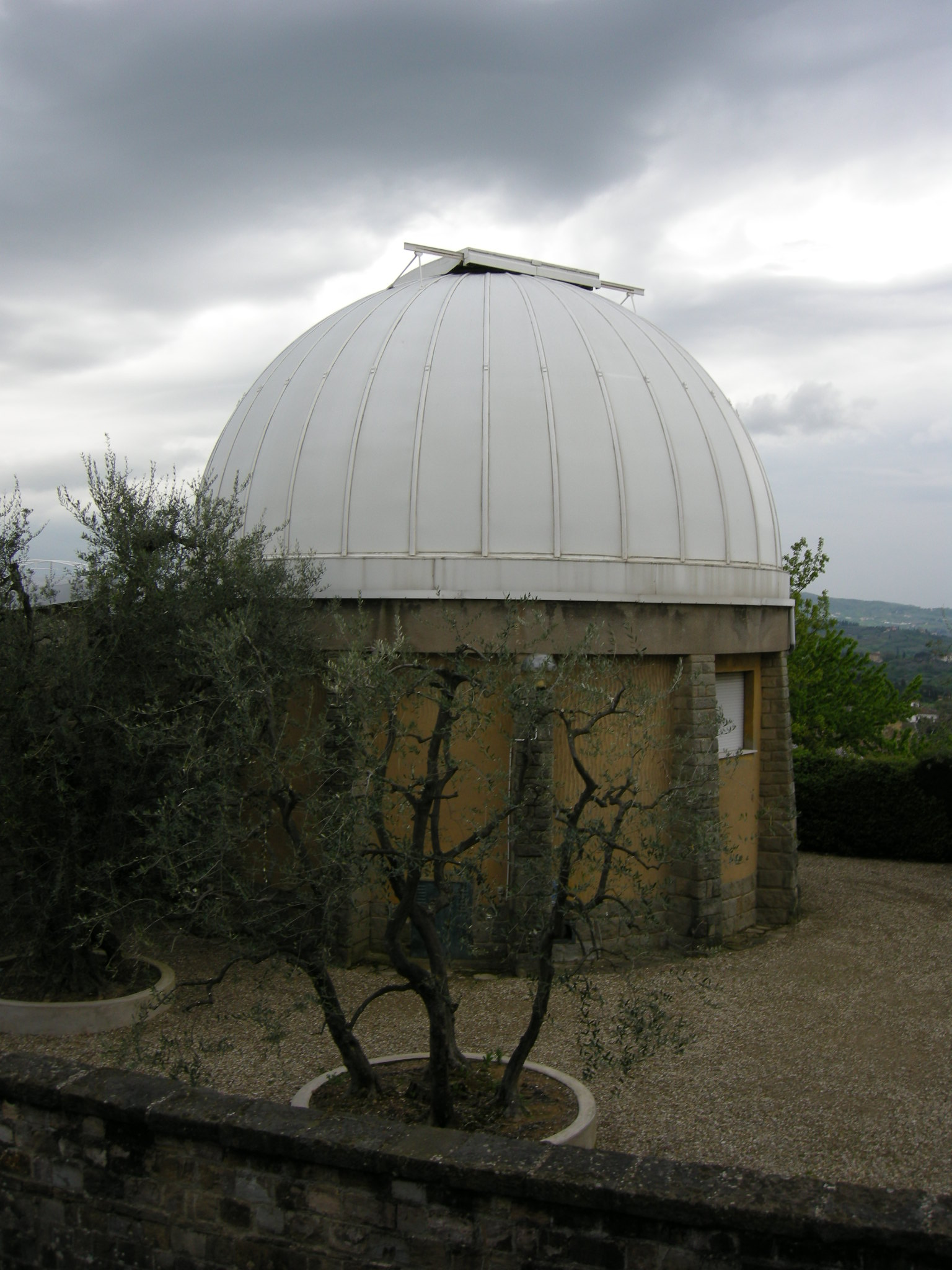
De koepel

In 1978 werd Franco Pacini directeur. Hij was bekend door zijn onderzoek naar pulsars. In deze periode maakte de sterrenwacht een grote ontwikkeling door, vooral op het gebied van het onderzoek naar stervorming en naar de eigenschappen van sterrenstelsels. Ook participeerde het instituut in de bouw van de infraroodtelescoop van Gornergrat en van de Large Binocular Telescope. In 2001 kreeg Marco Salvati de leiding over de sterrenwacht en na hem Francesco Palla. Sinds december 2011 is Filippo Mannucci directeur.

## Activiteiten
De sterrenwacht is vooral gericht op onderzoek naar de zon, naar de sterren en naar astrofysica in het algemeen. Het is daarin een van de belangrijkste instituten in Europa. De talrijke activiteiten richten zich vooral op de verspreiding van kennis: in de gebouwen wordt onderwijs gegeven vanuit de Universiteit van Florence in samenwerking met andere instellingen en instituten.
De sterrenwacht is betrokken bij de volgende onderzoeksprojecten:
- De MMT-telescoop (diameter 6,5 meter)
- De Large Binocular Telescope (diameter 8,4 meter)
- De Telescopio Nazionale Galileo (diameter 3,5 meter)
- Onderzoek naar adaptieve optiek (ten behoeve van de Very Large Telescope)